# Ralph Hutton
Ralph Hutton (Canadá, 6 de marzo de 1948) es un nadador canadiense retirado especializado en pruebas de estilo libre, donde consiguió ser subcampeón olímpico en 1968 en los 400 metros.

## Carrera deportiva
En los Juegos Olímpicos de México 1968 ganó la medalla de plata en los 400 metros libre, con un tiempo de 4:11.7 segundos, tras el estadounidense Michael Burton.
En cuanto a su actuación en los Juegos Panamericanos: en los Juegos Panamericanos de 1963 celebrados en Sao Paulo ganó la plata en relevos de 4x200 metros libre y el bronce en 1500 metros libre; cuatro años después, en los Juegos Panamericanos de 1967 celebrados en la ciudad canadiense de Winnipeg ganó oro en 200 metros espalda y cinco medallas de plata —200, 400, 1500, 4x100 y 4x200 metros estilo libre— y otros cuatro años más tarde, en los Juegos Panamericanos de 1971 celebrados en la ciudad colombiana de Cali ganó plata en 4x200 metros libre, y bronce en 200 y 400 metros libre.